# Гуртова ціна
Гу́ртова ціна́ — ціна, за якою підприємства й організації реалізують вироблену ними продукцію іншим підприємствам та організаціям, крім населення.